# لوكا ريشل
لوكا ريشل (مواليد 10 فبراير 2004) هو لاعب كرة قدم نمساوي يلعب كمهاجم في نادي ليفيرينج.

## وصلات خارجية
- لوكا ريشل على موقع قاعدة بيانات كرة القدم.إي يو (الإنجليزية)
- لوكا ريشل على موقع عالم كرة القدم.نت (الإنجليزية)